# 上田英雄
上田 英雄（うえだ ひでお、1910年3月12日 - 1993年10月19日）は、日本の内科医、医学博士、東京大学病院長。5代目横綱審議委員会委員長。

## 経歴
1910年東京市浅草区に生まれる。旧制第一高等学校を経て、1934年東京帝国大学医学部卒。1950年東京慈恵医大教授。1958年東京大学教授。1967年同大学病院長。1970年東京女子医大教授。1972年から1984年まで中央鉄道病院院長を務めた。ほかに日本心臓財団名誉会長なども歴任した。1964年ベルツ賞佳作賞受賞。
また、横綱双葉山の主治医でもあり、それが縁で1966年に横綱審議委員となり、1990年から1993年まで委員長を務めた。1993年5月に体調不良を理由に同委員長辞任を申し出て、受理され、10月19日に腎不全のため死去した。墓所は多磨霊園。